# Senza confini (miniserie televisiva 2022)
Senza confini - La spedizione che cambiò il mondo (Sin limites: Hacia los confines del mundo) è una miniserie televisiva spagnola del 2022. 
Di genere avventura e dramma, la miniserie è stata creata e prodotta da Miguel Menéndez de Zubillaga, scritta da Patxi Amezcua e diretta da Simon West per Amazon Prime Video e RTVE. La serie, con Rodrigo Santoro e Álvaro Morte, narra la spedizione effettuata tra il 1519 e il 1522 da Juan Sebastián Elcano e Ferdinando Magellano, che diventerà la prima circumnavigazione del globo.
Antonio Pigafetta è interpretato dall'attore italiano Niccolò Senni.